# Fescennia bivittata
Fescennia bivittata är en insektsart som först beskrevs av Charles Coquerel 1859.  Fescennia bivittata ingår i släktet Fescennia och familjen Derbidae. Inga underarter finns listade i Catalogue of Life.